# Pelión del Sur
Pelión del Sur (en griego: Νότιο Πήλιο) es un municipio de Grecia situado en la periferia de Tesalia, en la unidad periférica de Magnesia. En el censo de 2001 su población era de 10.745 habitantes. La sede del municipio es la ciudad de Argalasti. Comprende la parte meridional del monte Pelión.
El municipio fue creado como resultado de la reforma administrativa del Plan Calícrates en vigor desde enero de 2011.